# Вреоци
Вреоци су насеље у градској општини Лазаревац у граду Београду. Према попису из 2022. било је 445 становника.

## Историја
Место Вреоци се налази северно од Лазаревца. По предању село је некада било у „Старом Селишту“. Тврди се да је због неколико врло јаких извора-врела село добило име. За време аустријске владавине (1718-1739. године) ово место помиње под именом Vreozij. У арачким списима из првих десетлећа 19. века забележени су Вреоци и имали су 1818. године 84 куће и припадала Кнежини Гошњића; године 1822. село је имало 97 кућа и припадало је Кнежини Станоевића.
Основна школа у месту је основана 1836. године. До 1910. године кроз њу је прошло, радећи са децом 14 учитеља. Ту је један од учитеља, Панта Стевановић предавао 33 године.
По попису из 1921. године село је имало 276 кућа са 1406 становника. (подаци крајем 1921. године). Споменик изгинулима у борбама на Конатици откривен је 30. септембра 1923.
Овде се налазе Црква Покрова Пресвете Богородице у Вреоцима, Црква брвнара у Вреоцима и Кућа породице Милетић.

Овде се налазе Запис јасен на Планини (Вреоци), Запис Саватијевића храст (Вреоци), Запис храст у селу (Вреоци), Запис храст код цркве (Вреоци) и Запис трешња на Ујалици (Вреоци).

## Положај насеља
Вреоци су са обе стране пута који води од Лазаревца за Степојевац и даље за Београд. Већи део насеља је на западној страни пута, на најнижој језерској тераси београдској а мањи на источној страни, на алувијалној равни Пештана. Уколико се више иде на побрђа куће овог насеља су разређенија док су најзбијеније оне поред поменутог пута. Насеље се углавном дели на Горњи Крај или Бикањац и на Доњи Крај или Селиште. Један део Доњег Краја назива се Миљковац, а према њему, на супротној страни, је Слатина. Средина села назива се Кусања. Остали мањи крајеви називају се по већим родовима: Ђурића Крај, Арнушевића Крај, Пантелића Крај итд.

## Воде
За пиће и домаће потребе употребљава се бунарска вода. Има једна чесма, Вукашиновац у Ђурића Крају и Врело, по коме је село добило име. По предању из Врела је текла веома јака вода и одливала се малим Потоком у Пештан. Кад су Мађари одлазили из Србије, они су затрпали воду на Врелу и од тада се у њему вода смањила. Кроз село теку: Лукавица или Стари Пештан, Колубарина отока Брзак и потоци Кусања, Миљковац, Марин Поток, Церов Поток у потесу Бољетину и карсна увала Мали Поток испод Врела.

## Земље
Око насеља је сеоски потес. Њиве и ливаде су на местима која се називају: Бољетин, Волујак, Миљковац, Слатина, Кључеви, Луг, Белићанка, Планина, Колубара, Ујалица, Превале са висом Бандером, Галибовац и Брестови. Има места која се називају по презименима родова: Арнушевића Ливаде, Марџуновића Њиве итд. На Колубари су ова позната места: Врањски Вир, Јеличин Вир, Марин Брод и Водениште.

## Подаци о насељу
Данашње Вреоце је засновано у 17. веку на месту званом Старо Село у Горњем Пољу и тада се, по предању, звало Курилово Брдо. Због поплаве оно се преместило до данашњег Цветовца (Цветовац је у међувремену, због отварања тамнавских копова, потпуно измештен, оп. Милодан), на месту на коме су били турски ханови, а по народном ослобођењу од Турака 1804. године померило се дубље у шуму на Превалама, па се напослетку спустило у данашње место. Тада је у Вреоцима било, по предању, свега девет кућа: Чолића, Малетића, Јеленића, Марџуновића, Бранковића, Момића, Арнушевића, Ђокиића, Јоксића и Драгићевића.
Друго, по свој прилици старије, насеље је било у Селишту, у Ђорића Крају, о коме се данас ништа не зна. У Церову Потоку било је, кажу „маџарско“ гробље, од кога се до скора познавао само један камени надгробни „белег“, па је и он недавно порушен и уклоњен. Старо вреочко гробље било је у данашњем потесу до Цветовца. Данашње гробље је у крају Кусањи, у страни више Малог Потока. Стара црква од брвана подигнута је 1817. године и била је посвећена Ваведењу. Данашња црква је поред главног пута. Њу је подигао генерал Живко Давидовић, који је рођен у Вреоцима. Посвећена је Богородичном Покрову. Литија се носи на Спасовдан. У Горњем Крају се вади угаљ – лигнит.
Вреоци су као насеље унети у Ебшелвицову карту из првих десетина 18. века. Затим се по архивским подацима помињу 1788. године у селу Паљувима у Тамнави (општина Уб), по свој прилици у тамошњем збегу, а забележено је и 1811. и 1818. године, када је имало 84 куће. Године 1844. у њему је било 120 кућа са 875 становника а данас у њему има 43 рода са 355 кућа и 3 циганска рода са 6 кућа.

## Привреда
Вреоци се налазе на лежишту угља, лигнита, који у непосредној близини експлоатише Привредно друштво Рударски басен „Колубара“ на површинским коповима на „Пољу Д“ које је стигло до ивице села.
Селу следи расељавање и проширење постојећих („Поље Д“ и „Тамнава-исток“) као и отварање нових експлоатационих поља („Поље Е“, „Поље Ф“ и „Поље Г“).
Овде се налази железничка станица Вреоци.

## Демографија
У насељу Вреоци живи 2575 пунолетних становника, а просечна старост становништва износи 39,5 година (38,4 код мушкараца и 40,5 код жена). У насељу има 1088 домаћинстава, а просечан број чланова по домаћинству је 2,95.
Ово насеље је великим делом насељено Србима (према попису из 2002. године).
|  |

| Демографија | Демографија | Демографија |
| Година      | Становника  | Становника  |
| ----------- | ----------- | ----------- |
| 1948.       | 2.447       |             |
| 1953.       | 2.855       |             |
| 1961.       | 3.354       |             |
| 1971.       | 3.174       |             |
| 1981.       | 3.303       |             |
| 1991.       | 3.385       | 3.347       |
| 2002.       | 3.210       | 3.305       |

| Етнички састав према попису из 2002.‍ | Етнички састав према попису из 2002.‍ | Етнички састав према попису из 2002.‍ | Етнички састав према попису из 2002.‍ | Етнички састав према попису из 2002.‍ |
| ------------------------------------ | ------------------------------------ | ------------------------------------ | ------------------------------------ | ------------------------------------ |
|                                      |                                      |                                      |                                      |                                      |
| Срби                                 | Срби                                 |                                      | 3.158                                | 98,38%                               |
| Горанци                              | Горанци                              |                                      | 11                                   | 0,34%                                |
| Роми                                 | Роми                                 |                                      | 10                                   | 0,31%                                |
| Црногорци                            | Црногорци                            |                                      | 8                                    | 0,24%                                |
| Хрвати                               | Хрвати                               |                                      | 2                                    | 0,06%                                |
| Муслимани                            | Муслимани                            |                                      | 2                                    | 0,06%                                |
| Словаци                              | Словаци                              |                                      | 1                                    | 0,03%                                |
| Руси                                 | Руси                                 |                                      | 1                                    | 0,03%                                |
| Мађари                               | Мађари                               |                                      | 1                                    | 0,03%                                |
| Македонци                            | Македонци                            |                                      | 1                                    | 0,03%                                |
| непознато                            | непознато                            |                                      | 8                                    | 0,24%                                |

| Година пописа     | 1948. | 1953. | 1961. | 1971. | 1981. | 1991. | 2002. |
| ----------------- | ----- | ----- | ----- | ----- | ----- | ----- | ----- |
| Број домаћинстава | 508   | 770   | 933   | 906   | 1.003 | 1.018 | 1.088 |

| Број чланова      | 1   | 2   | 3   | 4   | 5  | 6  | 7  | 8 | 9 | 10 и више | Просек |
| ----------------- | --- | --- | --- | --- | -- | -- | -- | - | - | --------- | ------ |
| Број домаћинстава | 226 | 270 | 192 | 235 | 87 | 61 | 12 | 4 | 0 | 1         | 2,95   |

| Пол    | Укупно | Неожењен/Неудата | Ожењен/Удата | Удовац/Удовица | Разведен/Разведена | Непознато |
| ------ | ------ | ---------------- | ------------ | -------------- | ------------------ | --------- |
| Мушки  | 1.295  | 349              | 844          | 56             | 43                 | 3         |
| Женски | 1.396  | 242              | 841          | 257            | 47                 | 9         |
| УКУПНО | 2.691  | 591              | 1.685        | 313            | 90                 | 12        |

| Пол    | Укупно                    | Пољопривреда, лов и шумарство | Рибарство                            | Вађење руде и камена | Прерађивачка индустрија       |
| ------ | ------------------------- | ----------------------------- | ------------------------------------ | -------------------- | ----------------------------- |
| Мушки  | 754                       | 52                            | 0                                    | 386                  | 131                           |
| Женски | 341                       | 43                            | 0                                    | 98                   | 51                            |
| УКУПНО | 1.095                     | 95                            | 0                                    | 484                  | 182                           |
| Пол    | Производња и снабдевање   | Грађевинарство                | Трговина                             | Хотели и ресторани   | Саобраћај, складиштење и везе |
| Мушки  | 60                        | 44                            | 17                                   | 12                   | 27                            |
| Женски | 14                        | 4                             | 33                                   | 29                   | 6                             |
| УКУПНО | 74                        | 48                            | 50                                   | 41                   | 33                            |
| Пол    | Финансијско посредовање   | Некретнине                    | Државна управа и одбрана             | Образовање           | Здравствени и социјални рад   |
| Мушки  | 2                         | 3                             | 6                                    | 2                    | 3                             |
| Женски | 5                         | 2                             | 7                                    | 14                   | 25                            |
| УКУПНО | 7                         | 5                             | 13                                   | 16                   | 28                            |
| Пол    | Остале услужне активности | Приватна домаћинства          | Екстериторијалне организације и тела | Непознато            | Непознато                     |
| Мушки  | 4                         | 0                             | 0                                    | 5                    | 5                             |
| Женски | 8                         | 0                             | 0                                    | 2                    | 2                             |
| УКУПНО | 12                        | 0                             | 0                                    | 7                    | 7                             |